# 하공진
하공진(河拱辰, ?~1011년 12월)은 고려의 무신이다.

## 생애

### 강조의 정변
994년(성종 13년) 압강도 구당사(鴨江渡勾當使)가 되고, 목종 12년(1009년) 정5품 중랑장(中郞將)으로 강조의 정변에 가담하였다. 목종이 병들어 자리에 눕자 중랑장 탁사정, 친종장군 유방 등과 함께 목종이 거처하는 궁궐주변을 호위하는 책임을 맡았다.  얼마 뒤 문관직으로 개반하여 상서좌사낭중이 되었다.
1010년 현종 원년에 동서 양계(東西兩界)를 지키면서 임의로 군대를 동원하여 동여진의 촌락을 치다가 패한 일이 드러나 유배를 당하였다. 그 해 거란이 목종의 시해를 빌미로, 고려에 또 다시 침입하자 유배에서 풀려나 군 지휘관으로 복직하게 된다.

### 제2차 거란의 침입
요나라(거란)이 쳐들어오자 고영기(高英起)와 함께 군사 20여명을 거느리고, 남쪽으로 피난 중이던 현종을 뒤따라가 양주에서 거란군의 철수 교섭을 자청하였다. 그는 현종의 사절로 요 성종을 만나서 현종의 친정과 더불어 스스로 볼모가 되는 조건으로 군대를 철수시키는 데 공을 세웠다. 거란은 강조를 죽임으로써 강조의 죄를 묻는다는 당초의 대의명분도 세웠고, 병참선의 확보도 어려워 끝까지 항전하는 고려에서 퇴각하였다.
하공진은 고영기와 함께 거란에 볼모로 잡혀가 요 성종의 신임을 받게 되었으나, 여러 차례 탈출을 계획하다가 발각되어 연경으로 이송되어 양가의 딸을 아내로 맞아 살면서 철저한 감시를 받고 살았다. 하지만 요 성종은 하공진의 인품과 교양, 문무를 겸비한 외교관으로 그가 지닌 고려에 대한 충성심을 높이 평가한다.  그러면서도 자신의 신하로 섬기기를 간절히 원하였다.

### 최후
하공진은 평소 저자거리에서 준마(駿馬)를 많이 사 고려로 가는 길에 배치하여 두고, 귀국을 꾀하다가 탄로가 나 요 성종의 국문(鞠問)을 받게 되었다. 1011년(현종 2년)에 요 성종은 온갖 악형과 회유로 신하가 될 것을 회유하였으나 이를 완강히 거절하였다. 뿐만 아니라 나중에는 모욕스러운 말로 응대하며 거란왕을 크게 격분시켜 비참한 죽음을 맞이하게 된다.  고려 조정에서는 하공진의 공을 잊지 않고그가 사망 후 무려 300년 동안 그 후손들이 공신대우를 받아 관직에 진출하게 되었다. 진주하씨 시랑공파의 시조이다.

## 배향
1052년(문종 6년)에 다음과 같은 교서를 내리고, 상서공부시랑(尙書工部侍郞)을 추증하였으며, 그의 아들 하측충에게는 5품직을 뛰어 넘는 관직을 주었다.
좌사낭중(左司郞中) 하공진은 통화(統和) 28년(1010년)에 거란군이 침입하자 죽음을 무릅쓰고 적의 군영으로 가 세 치의 혀를 휘둘러 대군을 물리쳤으니 공신각에 초상을 모셔야 할 것이다.

진주성 내에 있는 경절사에 배향되어 있다. 경절사 앞에는 하공진 선생의 사적비가 서 있고, 맞은 편으로 경절사가 있다.

## 하공진 놀이
고려 시대의 공신인 하공진(河拱辰)을 소재로 한 조희로, 1110년(예종 5년)에 연희된 잡희 또는 잡극이다. 《고려사》의 기록에는 “배우가 있어 놀이로써 선대공신을 기렸다”고 전하고 있다.

## 하공진이 등장한 작품
- 《천추태후》(KBS, 2009년~2009년, 배우:이병욱)
- 《고려거란전쟁》(KBS, 2023년~2023년, 배우:이도국)

## 전기 자료
- 《고려사》 권94, 〈열전〉7, 하공진

## 같이 보기
- 하진
- 강조의 정변
- 고려-거란 전쟁
- 경절사
- 강감찬